# دانييلي فيردي
دانييلي فيردي (بالإيطالية: Daniele Verde)‏ (20 يونيو 1996 بنابولي في إيطاليا - ) هو لاعب كرة قدم إيطالي في مركز الهجوم. شارك مع منتخب إيطاليا تحت 19 سنة لكرة القدم ومنتخب إيطاليا تحت 20 سنة لكرة القدم ومنتخب إيطاليا تحت 21 سنة لكرة القدم. أما مع النوادي، فقد لعب مع نادي بيسكارا ونادي روما ونادي فروسينوني.

## وصلات خارجية
- دانييلي فيردي على موقع الاتحاد الأوربي (الإنجليزية)
- دانييلي فيردي على موقع قاعدة بيانات كرة القدم.إي يو (الإنجليزية)
- دانييلي فيردي على موقع بيانات كرة القدم. دي إي (الألمانية)
- دانييلي فيردي على موقع Soccerbase.com (لاعب) (الإنجليزية)
- دانييلي فيردي على موقع Soccerway.com (الإنجليزية)
- دانييلي فيردي على موقع عالم كرة القدم.نت (الإنجليزية)
- دانييلي فيردي على موقع AS.com (الإسبانية)